# Magnolia rajaniana
Espèce
Statut de conservation UICN

 VU B1ab(iii,v) : Vulnérable
Magnolia rajaniana est une espèce de plantes à fleurs de la famille des Magnoliacées. C'est un arbre endémique de Thaïlande.

## Description
Cet arbre mesure jusqu'à 35 m de haut. Il fleurit d'avril à mai et donne des fruits de juin à août.

## Répartition et habitat
L'espèce est trouvée dans le nord de la Thaïlande.
Elle pousse en milieu subtropical. 